# Omicron globicolle
Omicron globicolle är en stekelart som först beskrevs av Spinosa 1841.  Omicron globicolle ingår i släktet Omicron och familjen Eumenidae. Inga underarter finns listade i Catalogue of Life.